# Championnats du monde de course en ligne de canoë-kayak de 1938
Navigation
Édition suivante
Les premiers championnats du monde de course en ligne de canoë-kayak se sont déroulés à Vaxholm (Suède) en 1938.

## Podiums

### Hommes

#### Canoë
| Epreuve     | Or                                              | Temps | Argent                                          | Temps | Bronze                                      | Temps |
| C-1 1000 m  | Otto Neumüller (GER)                            |       | Hans Wiedmann (GER)                             |       | Bohumil Sládek (TCH)                        |       |
| C-2 1000 m  | GER Rupert Weinstabl Karl Proisl                |       | Tchécoslovaquie Bohuslav Karlik Jan Brzák-Felix |       | Tchécoslovaquie Václáv Mottl Zdenk Skrdlant |       |
| C-2 10000 m | Tchécoslovaquie Bohuslav Karlik Jan Brzák-Felix |       | GER Rupert Weinstabl Karl Proisl                |       | GER Christian Holzenberg Heinz Jürgens      |       |

#### Kayak
| Epreuve             | Or                                                                | Temps | Argent                                                  | Temps | Bronze                                                                 | Temps |
| K-1 1000 m          | Karl Widmark (SWE)                                                |       | Helmut Cämmerer (GER)                                   |       | Gregor Hradetzky (GER)                                                 |       |
| K-1 10000 m         | Karl Widmark (SWE)                                                |       | Czeslaw Sobieraj (POL)                                  |       | Egon Nilsson (SWE)                                                     |       |
| K-1 10000 m folding | Arne Bogren (SWE)                                                 |       | Kamill Balatoni (HUN)                                   |       | Günter Nowatzki (GER)                                                  |       |
| K-2 1000 m          | GER Helmut Triebe Hans Eberle                                     |       | Suède Kurt Bodo Hans Berglund                           |       | Danemark Poul Larsen Vagin Jørgensen                                   |       |
| K-2 10000 m         | Suède Gunnar Johansson Berndt Berndtsson                          |       | GER Helmut Triebe Hans Eberle                           |       | GER Adolf Kainz Karl Maurer                                            |       |
| K-2 10000 m folding | Suède Carl-Justav Hellstrandt Erik Helsvik                        |       | Suède Sven Johansson Erik Baldstrom                     |       | GER Kurt Kreh Johann Fuchs                                             |       |
| K-4 1000 m          | GER Ernst Kube Heini Brüggemann Ernst Strathmann Heine Strathmann |       | GER Hans Rein Josef Reidel Albert Schorn Karl Aulenbach |       | Suède Roland Karlsson Göte Carlsson Gunnar Johansson Berndt Berndtsson |       |

### Femmes

#### Kayak
| Epreuve   | Or                                               | Temps | Argent                                  | Temps | Bronze                              | Temps |
| K-1 600 m | Maggie Kalka (FIN)                               |       | Maj-Britt Berqvist (SWE)                |       | Bofil Thirstedt (DEN)               |       |
| K-2 600 m | Tchécoslovaquie Marta Pavlisová Marta Zvolanková |       | GER Josefa Lehmenkühler Elisabeth Kropp |       | Danemark Ruth Lange Bofil Thirstedt |       |

## Tableau des médailles
| Rang  | Nation          | Or | Argent | Bronze | Total |
| ----- | --------------- | -- | ------ | ------ | ----- |
| 1     | Suède           | 5  | 3      | 2      | 10    |
| 2     | GER             | 4  | 6      | 5      | 15    |
| 3     | Tchécoslovaquie | 2  | 1      | 2      | 5     |
| 4     | Finlande        | 1  | 0      | 0      | 1     |
| 5     | Danemark        | 0  | 0      | 3      | 3     |
| 6     | HUN             | 0  | 1      | 0      | 1     |
| 7     | Pologne         | 0  | 1      | 0      | 1     |
| Total | Total           | 12 | 12     | 12     | 36    |